# Estádio 11 de Novembro
Estádio 11 de Novembro – wielofunkcyjny stadion położony w Luandzie w Angoli. Nazwa stadionu upamiętnia uzyskanie niepodległości przez Angolę 11 listopada 1975 roku.
Pojemność stadionu to 50 000 miejsc. Stadion był areną zmagań w Pucharze Narodów Afryki 2010.